# Рабатак
Рабатак (узб. Rabotak / Работак) — посёлок городского типа, расположенный на территории Бухарского района Бухарской области Республики Узбекистан.

Статус посёлка городского типа с 2009 года.